# Loloanaa (Botomuzoi)
Loloanaa is een bestuurslaag in het regentschap Nias van de provincie Noord-Sumatra, Indonesië. Loloanaa telt 386 inwoners (volkstelling 2010).